# Włodzimierz Łaskawski
Włodzimierz Łaskawski (ur. 1905 r., zm. 1978 r.) – polski inżynier chemik. Absolwent Politechniki Lwowskiej. Od 1969 profesor na Wydziale Chemicznym Politechniki Wrocławskiej.
Został pochowany na Cmentarzu Świętej Rodziny we Wrocławiu.

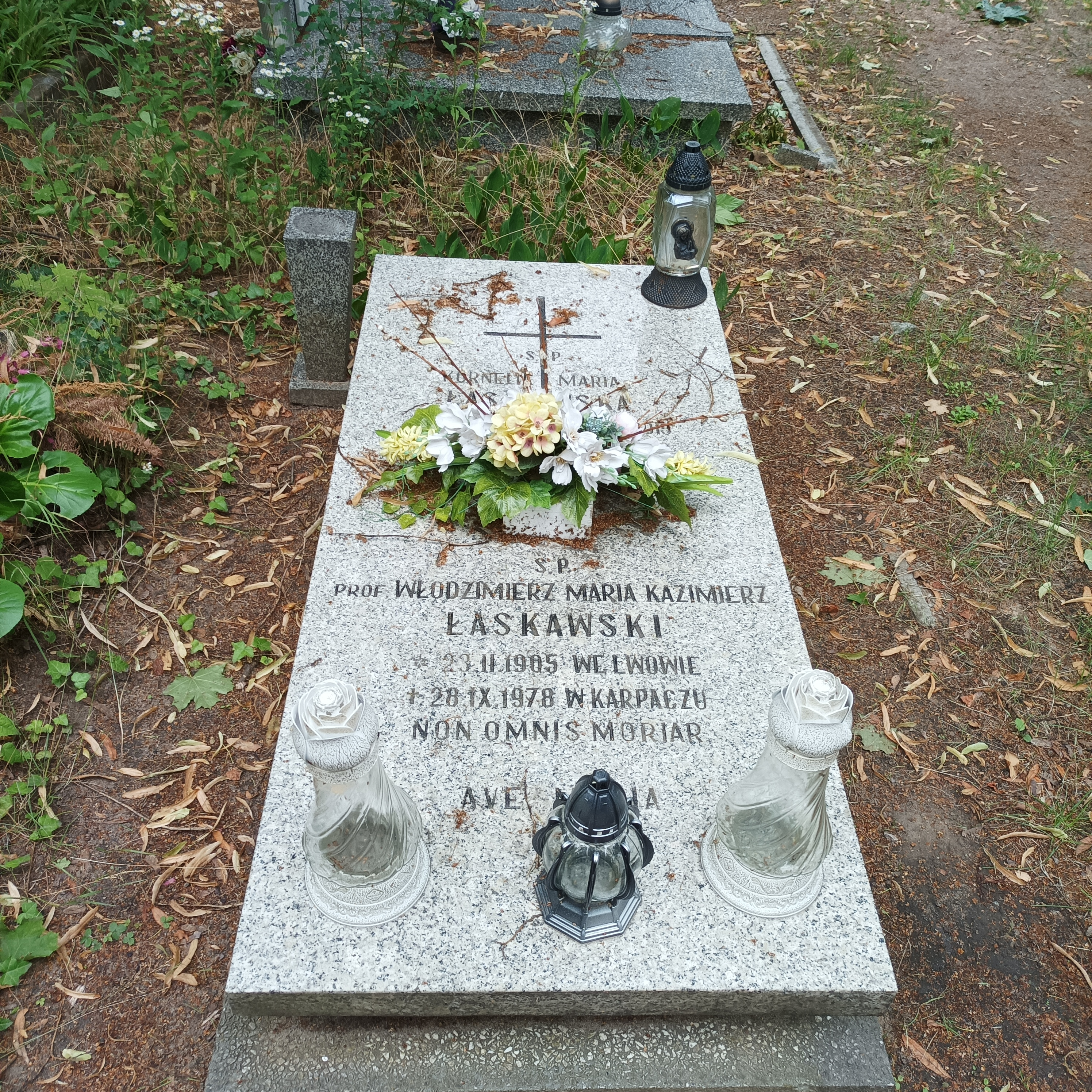
Grób prof. Włodzimierza Łaskawskiego na Cmentarzu Świętej Rodziny we Wrocławiu